# Lijst van windmolens in Noord-Holland
Hier volgt een lijst van windmolens in Noord-Holland. In Noord-Holland staan ca. 158 complete windmolens.
| Naam                             | Plaats                         | Gemeente       | Provincie     | Type molen               | Functie                 | Maalvaardigheid   | Bezoekmogelijkheid                              | Foto |
| -------------------------------- | ------------------------------ | -------------- | ------------- | ------------------------ | ----------------------- | ----------------- | ----------------------------------------------- | ---- |
| De 1100 Roe                      | Amsterdam                      | Amsterdam      | Noord-Holland | grondzeiler              | poldermolen             | maalvaardig       | geen                                            |      |
| De 1200 Roe                      | Amsterdam                      | Amsterdam      | Noord-Holland | grondzeiler              | poldermolen             | draaivaardig      | geen                                            |      |
| D'Admiraal                       | Amsterdam                      | Amsterdam      | Noord-Holland | stellingmolen            | krijtmolen              | maalvaardig       | op afspraak                                     |      |
| De Adriaan                       | Haarlem                        | Haarlem        | Noord-Holland | stellingmolen            | korenmolen              | maalvaardig       | vr, za en zo 10-16 uur                          |      |
| Ambachtsmolen                    | Oudorp                         | Alkmaar        | Noord-Holland | grondzeiler              | poldermolen             | draaivaardig      | op afspraak                                     |      |
| Berkmeermolen                    | Obdam                          | Koggenland     | Noord-Holland | grondzeiler              | poldermolen             | maalvaardig       | geen                                            |      |
| De Bleeke Dood                   | Zaandijk                       | Zaanstad       | Noord-Holland | stellingmolen            | korenmolen              | maalvaardig       | vrijdag                                         |      |
| De Bloem / De Blom               | Amsterdam                      | Amsterdam      | Noord-Holland | stellingmolen            | korenmolen              | maalvaardig       | geen                                            |      |
| De Bonte Hen                     | Zaandam                        | Zaanstad       | Noord-Holland | stellingmolen            | oliemolen               | maalvaardig       | za 10-16 uur en op afspraak                     |      |
| Bosmolen                         | Egmond aan den Hoef            | Bergen         | Noord-Holland | grondzeiler              | poldermolen             | maalvaardig       | op afspraak                                     |      |
| Bovenmolen E                     | Schermerhorn                   | Alkmaar        | Noord-Holland | grondzeiler              | poldermolen             | maalvaardig       | geen                                            |      |
| Bovenmolen G                     | Schermerhorn                   | Alkmaar        | Noord-Holland | grondzeiler              | poldermolen             | maalvaardig       | geen                                            |      |
| Ceres                            | Bovenkarspel                   | Stede Broec    | Noord-Holland | stellingmolen            | korenmolen              | maalvaardig       | als de molen draait en op afspraak              |      |
| De Corneliszoon                  | Uitgeest                       | Uitgeest       | Noord-Holland | stellingmolen            | zaagmolen               | in opbouw         | geen                                            |      |
| Damlandermolen                   | Bergen                         | Bergen         | Noord-Holland | grondzeiler              | poldermolen             | niet draaivaardig | geen                                            |      |
| De Dikkert                       | Amstelveen                     | Amstelveen     | Noord-Holland | stellingmolen            | korenmolen, restaurant  | draaivaardig      | geen                                            |      |
| De Dog                           | Uitgeest                       | Uitgeest       | Noord-Holland | grondzeiler              | poldermolen             | maalvaardig       | op afspraak                                     |      |
| Dorregeestermolen                | Uitgeest                       | Uitgeest       | Noord-Holland | grondzeiler              | poldermolen             | maalvaardig       | op afspraak                                     |      |
| De Eendracht                     | Alkmaar                        | Alkmaar        | Noord-Holland | grondzeiler              | poldermolen             | maalvaardig       | zo 12-17 uur                                    |      |
| De Eendragt                      | Weesp                          | Weesp          | Noord-Holland | stellingmolen            | zaagmolen               | draaivaardig      | geen                                            |      |
| De Eenhoorn                      | Haarlem                        | Haarlem        | Noord-Holland | paltrokmolen             | zaagmolen               | maalvaardig       | za en op afspraak                               |      |
| De Eersteling                    | Hoofddorp                      | Haarlemmermeer | Noord-Holland | grondzeiler              | korenmolen              | maalvaardig       | do, vr en za                                    |      |
| Etersheimer Braakmolen           | Etersheim                      | Edam-Volendam  | Noord-Holland | grondzeiler              | poldermolen             | maalvaardig       | za-zo 11-17 uur en op afspraak                  |      |
| Geestmolen                       | Alkmaar                        | Alkmaar        | Noord-Holland | grondzeiler              | korenmolen              | maalvaardig       | op afspraak                                     |      |
| Gemeenschapsmolen                | Driemond                       | Amsterdam      | Noord-Holland | grondzeiler              | poldermolen             | maalvaardig       | op afspraak                                     |      |
| De Gekroonde Poelenburg          | Zaandam                        | Zaanstad       | Noord-Holland | paltrokmolen             | zaagmolen               | maalvaardig       | 2e zaterdagmiddag van de maand                  |      |
| De Gooyer                        | Amsterdam                      | Amsterdam      | Noord-Holland | stellingmolen            | korenmolen              | draaivaardig      | geen                                            |      |
| De Gouden Engel                  | Koedijk                        | Alkmaar        | Noord-Holland | stellingmolen            | korenmolen              | maalvaardig       | het malen van graan op vrijwillige basis        |      |
| De Grebmolen                     | Warmenhuizen                   | Schagen        | Noord-Holland | grondzeiler              | poldermolen             | maalvaardig       | op afspraak                                     |      |
| Groenendaalse Molen              | Heemstede                      | Heemstede      | Noord-Holland | stellingmolen            | opmaler                 | maalvaardig       | zondagmiddag                                    |      |
| De Groenvelder                   | Groenveld                      | Schagen        | Noord-Holland | grondzeiler              | poldermolen             | maalvaardig       | geen                                            |      |
| Groetermolen                     | Groet                          | Bergen         | Noord-Holland | grondzeiler              | poldermolen             | maalvaardig       | geen                                            |      |
| De Groot / Molen van Piet        | Alkmaar                        | Alkmaar        | Noord-Holland | stellingmolen            | korenmolen              | maalvaardig       | op afspraak                                     |      |
| Weidemolen Grootschermer         | Grootschermer                  | Alkmaar        | Noord-Holland | weidemolen               | poldermolen             | draaivaardig      | geen                                            |      |
| De Grote Molen                   | Schellinkhout                  | Drechterland   | Noord-Holland | grondzeiler              | poldermolen             | maalvaardig       | op afspraak                                     |      |
| 't Haantje                       | Weesp                          | Weesp          | Noord-Holland | stellingmolen / wipmolen | korenmolen              | draaivaardig      | geen                                            |      |
| De Hadel                         | Zaandam                        | Zaanstad       | Noord-Holland | wipmolen                 | poldermolen             | maalvaardig       | op enkele meters te benaderen                   |      |
| Hargermolen                      | Schoorl                        | Bergen         | Noord-Holland | grondzeiler              | poldermolen             | maalvaardig       | geen                                            |      |
| De Havik                         | Grootschermer                  | Alkmaar        | Noord-Holland | grondzeiler              | poldermolen             | draaivaardig      | geen                                            |      |
| De Held Jozua                    | Zaandam                        | Zaanstad       | Noord-Holland | paltrokmolen             | zaagmolen               | maalvaardig       | als de molen draait                             |      |
| Polder Hensbroek                 | Hensbroek                      | Koggenland     | Noord-Holland | grondzeiler              | poldermolen             | maalvaardig       | geen                                            |      |
| De Herder                        | Medemblik                      | Medemblik      | Noord-Holland | stellingmolen            | korenmolen              | maalvaardig       | za 10-17 uur                                    |      |
| Herkules                         | Zaandam                        | Zaanstad       | Noord-Holland | Amerikaanse windmotor    | poldermolen             | maalvaardig       | geen                                            |      |
| Hollandia                        | Ankeveen                       | Wijdemeren     | Noord-Holland | grondzeiler              | poldermolen             | niet draaivaardig | geen                                            |      |
| De Hoop                          | Den Oever                      | Hollands Kroon | Noord-Holland | grondzeiler              | korenmolen              | maalvaardig       | op afspraak                                     |      |
| De Hoop                          | Oude Niedorp                   | Hollands Kroon | Noord-Holland | grondzeiler              | korenmolen              | maalvaardig       | op afspraak                                     |      |
| De Hoop                          | Wervershoof                    | Medemblik      | Noord-Holland | stellingmolen            | korenmolen              | maalvaardig       | wo 14-17 uur, za, zo 11-17 uur en op afspraak   |      |
| De Hoop                          | Wieringerwaard                 | Hollands Kroon | Noord-Holland | grondzeiler              | korenmolen              | maalvaardig       |                                                 |      |
| De Hoop                          | 't Zand                        | Schagen        | Noord-Holland | stellingmolen            | korenmolen              | maalvaardig       | in het weekeinde                                |      |
| De Huisman                       | Zaandam                        | Zaanstad       | Noord-Holland | stellingmolen            | mosterdmolen            | draaivaardig      | geen                                            |      |
| Johan                            | Schellinkhout                  | Drechterland   | Noord-Holland | weidemolen               | poldermolen             | maalvaardig       | op enkele meters te benaderen                   |      |
| De Jonge Dirk                    | Westzaan                       | Zaanstad       | Noord-Holland | stellingmolen            | papiermolen             | maalvaardig       | op afspraak                                     |      |
| Het Jonge Schaap                 | Zaandam                        | Zaanstad       | Noord-Holland | stellingmolen            | zaagmolen               | maalvaardig       | ma-za 9.30-16.30 uur                            |      |
| Kaagmolen                        | Spanbroek                      | Opmeer         | Noord-Holland | grondzeiler              | poldermolen             | maalvaardig       | geen                                            |      |
| Kaatmolen                        | Zaandam                        | Zaanstad       | Noord-Holland | weidemolen               | poldermolen             | maalvaardig       | geen                                            |      |
| De Kat                           | Zaandam                        | Zaanstad       | Noord-Holland | stellingmolen            | verfmolen               | maalvaardig       | dagelijks                                       |      |
| De Kat / De Zien                 | Uitgeest                       | Uitgeest       | Noord-Holland | grondzeiler              | poldermolen             | maalvaardig       | za en op afspraak                               |      |
| De Kathammer / De Katwoudermolen | Achterdichting (Katwoude)      | Waterland      | Noord-Holland | grondzeiler              | poldermolen             | maalvaardig       | op afspraak                                     |      |
| De Kemphaan                      | De Waal                        | Texel          | Noord-Holland | weidemolen               | poldermolen             | maalvaardig       | op afspraak                                     |      |
| Molen van de Kerkepolder         | Wognum                         | Medemblik      | Noord-Holland | weidemolen               | poldermolen             | maalvaardig       | als de molen draait                             |      |
| Kijkduin                         | Schoorl                        | Bergen         | Noord-Holland | grondzeiler              | korenmolen              | maalvaardig       | za 13-17 uur                                    |      |
| Het Klaverblad                   | Zaandam                        | Zaanstad       | Noord-Holland | stellingmolen            | zaagmolen               | maalvaardig       | op afspraak                                     |      |
| De Kleine Molen / De Hommel      | Haarlem                        | Haarlem        | Noord-Holland | grondzeiler              | poldermolen             | draaivaardig      | als de molen draait                             |      |
| De Kleine Veer                   | Haarlem                        | Haarlem        | Noord-Holland | weidemolen               | poldermolen             | maalvaardig       | op enkele meters te benaderen                   |      |
| Klikjesmolen                     | Midwoud                        | Medemblik      | Noord-Holland | wipmolen                 | poldermolen             | maalvaardig       | geen                                            |      |
| De Koker / Zwarte Hengst         | Wormer                         | Wormerland     | Noord-Holland | grondzeiler              | korenmolen, pelmolen    | maalvaardig       | 2e za van de maand 14-17 uur                    |      |
| De Korenmolen                    | Laren                          | Laren          | Noord-Holland | grondzeiler              | korenmolen              | maalvaardig       | zaterdags                                       |      |
| De Krijgsman                     | Oosterblokker                  | Drechterland   | Noord-Holland | stellingmolen            | korenmolen              | maalvaardig       | di-, vr- en za middag                           |      |
| De Kroosduiker                   | Zaandam                        | Zaanstad       | Noord-Holland | weidemolen               | poldermolen             | niet maalvaardig  | geen                                            |      |
| De Lastdrager                    | Hoogwoud                       | Opmeer         | Noord-Holland | grondzeiler              | korenmolen              | maalvaardig       | als de molen draait                             |      |
| De Leeuw                         | Aalsmeer                       | Aalsmeer       | Noord-Holland | stellingmolen            | korenmolen              | maalvaardig       | di, za 10-16.30 uur                             |      |
| Leonide                          | Anna Paulowna                  | Hollands Kroon | Noord-Holland | stellingmolen            | geen traditionele       | draaivaardig      | geen                                            |      |
| Menningweermolen                 | Grootschermer                  | Alkmaar        | Noord-Holland | grondzeiler              | poldermolen             | maalvaardig       | geen                                            |      |
| Molen D / Oosterdel              | Broek op Langedijk             | Langedijk      | Noord-Holland | grondzeiler              | poldermolen             | maalvaardig       | geen                                            |      |
| Molen F                          | Burgerbrug                     | Schagen        | Noord-Holland | grondzeiler              | poldermolen             | maalvaardig       | op afspraak                                     |      |
| Molen L-Q                        | Burgervlotbrug                 | Schagen        | Noord-Holland | grondzeiler              | poldermolen             | maalvaardig       | op afspraak                                     |      |
| Molen N-G / Noorder-G            | Sint Maartensbrug              | Schagen        | Noord-Holland | grondzeiler              | poldermolen             | maalvaardig       | op afspraak                                     |      |
| Molen N-M / Noorder-M            | Sint Maartensvlotbrug          | Schagen        | Noord-Holland | grondzeiler              | poldermolen             | maalvaardig       | zondags en op afspraak                          |      |
| Molen O-N / Ooster-N             | Schagerbrug                    | Schagen        | Noord-Holland | grondzeiler              | poldermolen             | maalvaardig       | als de molen draait en op afspraak              |      |
| Molen O-T                        | 't Zand                        | Schagen        | Noord-Holland | grondzeiler              | poldermolen             | maalvaardig       | op afspraak                                     |      |
| Molen P                          | Oudesluis                      | Schagen        | Noord-Holland | grondzeiler              | poldermolen             | maalvaardig       | op afspraak                                     |      |
| Molen P-V                        | 't Zand                        | Schagen        | Noord-Holland | grondzeiler              | poldermolen             | maalvaardig       | op afspraak                                     |      |
| De Nachtegaal                    | Middenbeemster                 | Beemster       | Noord-Holland | grondzeiler              | korenmolen              | maalvaardig       | ja                                              |      |
| Neckermolen                      | Neck                           | Wormerland     | Noord-Holland | grondzeiler              | poldermolen             | maalvaardig       | geen                                            |      |
| Poldermolen Nederhorst den Berg  | Nederhorst den Berg            | Wijdemeren     | Noord-Holland | grondzeiler              | poldermolen             | niet draaivaardig | geen                                            |      |
| Nieuw Leven                      | Wogmeer                        | Koggenland     | Noord-Holland | grondzeiler              | poldermolen             | maalvaardig       | geen                                            |      |
| Het Noorden                      | Oosterend                      | Texel          | Noord-Holland | grondzeiler              | poldermolen             | maalvaardig       | op afspraak                                     |      |
| Noordermolen                     | Akersloot                      | Castricum      | Noord-Holland | grondzeiler              | poldermolen             | maalvaardig       | geen                                            |      |
| Obdammermolen                    | Obdam                          | Koggenland     | Noord-Holland | grondzeiler              | poldermolen             | maalvaardig       | geen                                            |      |
| Ondermolen C                     | Schermerhorn                   | Alkmaar        | Noord-Holland | grondzeiler              | poldermolen             | maalvaardig       | geen                                            |      |
| Ondermolen D                     | Schermerhorn                   | Alkmaar        | Noord-Holland | grondzeiler              | poldermolen             | maalvaardig       | museummolen                                     |      |
| Ondermolen K                     | Schermerhorn                   | Alkmaar        | Noord-Holland | grondzeiler              | poldermolen             | draaivaardig      | geen                                            |      |
| Ondermolen O                     | Ursem                          | Alkmaar        | Noord-Holland | grondzeiler              | poldermolen             | maalvaardig       | geen                                            |      |
| De Onderneming                   | Hippolytushoef                 | Hollands Kroon | Noord-Holland | grondzeiler              | korenmolen              | maalvaardig       | di, wo 9-16 uur en op afspraak                  |      |
| De Onrust / Meermolen            | Muiderberg                     | Gooise Meren   | Noord-Holland | grondzeiler              | poldermolen             | maalvaardig       | zo 11-16 uur en op afspraak                     |      |
| De Ooijevaar                     | Zaandam                        | Zaanstad       | Noord-Holland | stellingmolen            | oliemolen               | maalvaardig       | geen                                            |      |
| De Otter                         | Amsterdam                      | Amsterdam      | Noord-Holland | paltrokmolen             | zaagmolen               | maalvaardig       | geen                                            |      |
| De Otter                         | Oterleek                       | Alkmaar        | Noord-Holland | grondzeiler              | korenmolen              | maalvaardig       | za 9-17 uur                                     |      |
| De Oude Knegt                    | Akersloot                      | Castricum      | Noord-Holland | grondzeiler              | korenmolen              | maalvaardig       | za en op afspraak                               |      |
| Philisteinse Molen               | Bergen                         | Bergen         | Noord-Holland | grondzeiler              | poldermolen             | maalvaardig       | op afspraak                                     |      |
| Molen van Piet                   | Tuitjenhorn                    | Schagen        | Noord-Holland | stellingmolen            | geen traditionele       | draaivaardig      | geen                                            |      |
| Het Pink                         | Koog aan de Zaan               | Zaanstad       | Noord-Holland | stellingmolen            | oliemolen               | maalvaardig       | regelmatig                                      |      |
| Poldermolen D                    | Stompetoren                    | Alkmaar        | Noord-Holland | grondzeiler              | poldermolen             | maalvaardig       | geen                                            |      |
| Poldermolen E                    | Stompetoren                    | Alkmaar        | Noord-Holland | grondzeiler              | poldermolen             | maalvaardig       | geen                                            |      |
| Poldermolen K                    | Zuidschermer                   | Alkmaar        | Noord-Holland | grondzeiler              | poldermolen             | draaivaardig      | geen                                            |      |
| Poldermolen M                    | Stompetoren                    | Alkmaar        | Noord-Holland | grondzeiler              | poldermolen             | maalvaardig       | geen                                            |      |
| Poldermolen O                    | Schermerhorn                   | Alkmaar        | Noord-Holland | grondzeiler              | poldermolen             | maalvaardig       | geen                                            |      |
| Het Prinsenhof                   | Westzaan                       | Zaanstad       | Noord-Holland | stellingmolen            | pelmolen                | maalvaardig       | 2e za van de maand                              |      |
| Riekermolen                      | Amsterdam                      | Amsterdam      | Noord-Holland | grondzeiler              | poldermolen             | maalvaardig       | geen                                            |      |
| Robonsbosmolen                   | Alkmaar                        | Alkmaar        | Noord-Holland | grondzeiler              | poldermolen             | draaivaardig      | op afspraak                                     |      |
| 't Roode Hert                    | Oudorp                         | Alkmaar        | Noord-Holland | stellingmolen            | korenmolen              | maalvaardig       | di-vr op afspraak, za 9-15 uur                  |      |
| De Schoolmeester                 | Westzaan                       | Zaanstad       | Noord-Holland | stellingmolen            | papiermolen             | maalvaardig       | ma-vr 10-16 uur                                 |      |
| Schoterveense Molen              | Haarlem                        | Haarlem        | Noord-Holland | wipmolen                 | poldermolen             | maalvaardig       | als de molen draait                             |      |
| De Slokop                        | Spaarndam                      | Haarlemmermeer | Noord-Holland | grondzeiler              | poldermolen             | draaivaardig      | geen                                            |      |
| Slootgaardmolen                  | Waarland                       | Schagen        | Noord-Holland | grondzeiler              | poldermolen             | draaivaardig      | op afspraak                                     |      |
| Molen van Sloten                 | Sloten                         | Amsterdam      | Noord-Holland | stellingmolen            | poldermolen             | maalvaardig       | dagelijks 10-16 uur                             |      |
| Sluismolen                       | Koedijk                        | Alkmaar        | Noord-Holland | grondzeiler              | poldermolen             | maalvaardig       | op afspraak                                     |      |
| De Stofmolen                     | Wijdenes                       | Drechterland   | Noord-Holland | stellingmolen            | korenmolen              | maalvaardig       | op afspraak                                     |      |
| Stommeermolen                    | Aalsmeer                       | Aalsmeer       | Noord-Holland | grondzeiler              | poldermolen             | maalvaardig       | op afspraak                                     |      |
| Strijkmolen B                    | Oudorp                         | Alkmaar        | Noord-Holland | grondzeiler              | poldermolen             | draaivaardig      | als de molen draait                             |      |
| Strijkmolen C                    | Oudorp                         | Alkmaar        | Noord-Holland | grondzeiler              | poldermolen             | maalvaardig       |                                                 |      |
| Strijkmolen D                    | Oudorp                         | Alkmaar        | Noord-Holland | grondzeiler              | poldermolen             | draaivaardig      | op afspraak                                     |      |
| Strijkmolen E                    | Oudorp                         | Alkmaar        | Noord-Holland | grondzeiler              | poldermolen             | maalvaardig       |                                                 |      |
| Strijkmolen I                    | Rustenburg                     | Alkmaar        | Noord-Holland | grondzeiler              | poldermolen             | draaivaardig      | geen                                            |      |
| Strijkmolen K                    | Rustenburg                     | Alkmaar        | Noord-Holland | grondzeiler              | poldermolen             | draaivaardig      | geen                                            |      |
| Strijkmolen L                    | Rustenburg                     | Alkmaar        | Noord-Holland | grondzeiler              | poldermolen             | draaivaardig      | geen                                            |      |
| Tjasker Gaasperpark              | Amsterdam-Zuidoost Gaasperpark | Amsterdam      | Noord-Holland | tjasker                  | poldermolen             | draaivaardig      | op enkele meters te benaderen                   |      |
| Tjasker Zuidschermer             | Zuidschermer                   | Alkmaar        | Noord-Holland | tjasker                  | poldermolen             | maalvaardig       | op enkele meters te benaderen                   |      |
| De Traanroeier                   | Oudeschild                     | Texel          | Noord-Holland | stellingmolen            | korenmolen              | maalvaardig       |                                                 |      |
| Tweede Broekermolen              | Uitgeest                       | Uitgeest       | Noord-Holland | grondzeiler              | poldermolen             | maalvaardig       | op afspraak                                     |      |
| Twiskemolen                      | Landsmeer, Het Twiske          | Landsmeer      | Noord-Holland | grondzeiler              | poldermolen             | maalvaardig       | geen                                            |      |
| Twuyvermolen                     | Sint Pancras                   | Langedijk      | Noord-Holland | grondzeiler              | poldermolen             | draaivaardig      | geen                                            |      |
| Varnebroekmolen                  | Heiloo                         | Heiloo         | Noord-Holland | weidemolen               | poldermolen             | maalvaardig       | als de molen draait en op afspraak              |      |
| Veenhuizer                       | Heerhugowaard                  | Heerhugowaard  | Noord-Holland | grondzeiler              | poldermolen             | maalvaardig       | geen                                            |      |
| De Veer                          | Haarlem                        | Haarlem        | Noord-Holland | grondzeiler              | poldermolen             | draaivaardig      | zondag van 1 april tot 1 oktober en op afspraak |      |
| De Viaan                         | Alkmaar                        | Alkmaar        | Noord-Holland | grondzeiler              | poldermolen             | maalvaardig       | op afspraak                                     |      |
| De Vier Winden                   | Hoogwoud                       | Opmeer         | Noord-Holland | grondzeiler              | poldermolen             | maalvaardig       | geen                                            |      |
| Vijfhuizer Molen                 | Vijfhuizen                     | Haarlemmermeer | Noord-Holland | grondzeiler              | poldermolen             | draaivaardig      | geen                                            |      |
| Vogelhoeksmolen                  | Enkhuizen                      | Enkhuizen      | Noord-Holland | grondzeiler              | poldermolen             | maalvaardig       | als het museum open is                          |      |
| Voorste Molen / Gabriël          | Kortenhoef                     | Wijdemeren     | Noord-Holland | grondzeiler              | poldermolen             | draaivaardig      | geen                                            |      |
| De Vriendschap                   | Weesp                          | Weesp          | Noord-Holland | stellingmolen            | korenmolen              | maalvaardig       | za 10-14 uur                                    |      |
| Poldermolen Waarland             | Waarland                       | Schagen        | Noord-Holland | grondzeiler              | poldermolen             | draaivaardig      | geen                                            |      |
| Weel & Braken                    | Obdam                          | Koggenland     | Noord-Holland | wipmolen                 | poldermolen             | niet draaivaardig | op afspraak                                     |      |
| De Westermolen                   | Nieuwe Niedorp                 | Hollands Kroon | Noord-Holland | grondzeiler              | poldermolen             | maalvaardig       | geen                                            |      |
| De Westerveer                    | Spanbroek                      | Opmeer         | Noord-Holland | grondzeiler              | poldermolen             | maalvaardig       | geen                                            |      |
| Westuit Nr. 7 / Koggemolen       | Aartswoud                      | Opmeer         | Noord-Holland | grondzeiler              | poldermolen             | draaivaardig      | geen                                            |      |
| Wimmenumer Molen                 | Egmond aan den Hoef            | Bergen         | Noord-Holland | grondzeiler              | poldermolen             | maalvaardig       | op afspraak                                     |      |
| De Windhond                      | Zaandam                        | Zaanstad       | Noord-Holland | stellingmolen            | biksteen- en slijpmolen | draaivaardig      | op enkele meters te benaderen                   |      |
| De Windjager                     | Oostzaan                       | Oostzaan       | Noord-Holland | stellingmolen            | zaagmolen               | maalvaardig       | op afspraak                                     |      |
| Windmotor Brakepolder            | Medemblik                      | Medemblik      | Noord-Holland | Amerikaanse windmotor    | poldermolen             | draaivaardig      | tot op enkele meters te benaderen               |      |
| Windmotor Hauwert                | Hauwert                        | Medemblik      | Noord-Holland | Amerikaanse windmotor    | poldermolen             | niet-draaivaardig | tot op enkele meters te benaderen               |      |
| Windmotor Ilpendam               | Ilpendam                       | Waterland      | Noord-Holland | Amerikaanse windmotor    | poldermolen             | niet-draaivaardig |                                                 |      |
| De Woudaap                       | Krommeniedijk                  | Zaanstad       | Noord-Holland | grondzeiler              | poldermolen             | maalvaardig       | geen                                            |      |
| De Zandhaas                      | Santpoort                      | Velsen         | Noord-Holland | stellingmolen            | korenmolen              | maalvaardig       | do-za 10-17 uur en op afspraak                  |      |
| Zijpe Molen D                    | Schagerbrug                    | Schagen        | Noord-Holland | grondzeiler              | poldermolen             | maalvaardig       | geen                                            |      |
| De Zoeker                        | Zaandam                        | Zaanstad       | Noord-Holland | stellingmolen            | oliemolen               | maalvaardig       | dagelijks                                       |      |
| Zuider-G                         | Burgerbrug                     | Schagen        | Noord-Holland | grondzeiler              | poldermolen             | maalvaardig       | als de molen draait en op afspraak              |      |
| Zuidpoldermolen                  | Edam                           | Edam-Volendam  | Noord-Holland | grondzeiler              | poldermolen             | maalvaardig       | geen                                            |      |
| De Zwaan                         | Ouderkerk aan de Amstel        | Ouder-Amstel   | Noord-Holland | grondzeiler              | poldermolen             | draaivaardig      | geen                                            |      |
| De Zwaan                         | Westzaan                       | Zaanstad       | Noord-Holland | wipmolen                 | poldermolen             | maalvaardig       | op afspraak                                     |      |
| De Zwaan                         | Callantsoog                    | Schagen        | Noord-Holland | wipmolen                 | poldermolen             | draaivaardig      | geen                                            |      |
| Het Zwarte Kalf                  | Zaandam                        | Zaanstad       | Noord-Holland | weidemolen               | poldermolen             | maalvaardig       | op afspraak                                     |      |
| De Zwarte Ruiter                 | Aalsmeer                       | Aalsmeer       | Noord-Holland | grondzeiler              | korenmolen              | draaivaardig      | geen                                            |      |